# Akvabely (film)
Akvabely (v originále Naissance des pieuvres) je francouzský dramatický film z roku 2007, který režírovala Céline Sciamma podle vlastního scénáře. Snímek měl světovou premiéru dne 17. května 2007 na filmovém festivalu v Cannes v sekci Un certain regard.

## Děj
Dospívající dívky chodí do klubu synchronizovaného plavání. Marie často trénuje s Anne, která si dělá starosti se svým vzhledem a doufá, že se do ní zamiluje François z týmu vodního póla. Marie se zajímá spíš o Floriane, kapitánku juniorského týmu.

## Obsazení
| Pauline Acquart       | Marie                  |
| Louise Blachère       | Anne                   |
| Adèle Haenel          | Floriane               |
| Alice de Lencquesaing | dívka v šatně          |
| Jérémie Steib         | masér                  |
| Christel Baras        | inspektorka            |
| Marie Gili-Pierre     | pokladní               |
| Céline Sciamma        | servírka ve fast-foodu |
| Christophe Vandevelde | muž na diskotéce       |

## Ocenění
- Junior Award za nejlepší scénář (před produkcí filmu)
- Festival romantických filmů v Cabourgu: Cena mládeže
- Cena Louise Delluca za celovečerní debut
- César: nomninace v kategoriích nejlepší debutový film (Céline Sciamma) a nejslibnější herečka (Adèle Haenel a Louise Blachère)